# Rudolf Schäfer (Maler, 1912)
Rudolf Schäfer (* 9. Mai 1912 in Gera; † 14. August 1973 ebenda) war ein deutscher Maler und Grafiker.

## Leben und Werk
Schäfer kam aus einem bürgerlichen Elternhaus, das seine musische Entwicklung frühzeitig förderte. Ab 1933 studierte er bei Bruno Héroux, Alois Kolb und Paul Horst-Schulze Malerei und Grafik an der Staatliche Akademie für graphische Künste und Buchgewerbe in Leipzig. 1936 unternahm er mit dem Fahrrad eine Studienreise durch Italien. Er wurde Meisterschüler von Horst-Schulze und fertigte mit ihm u. a. in Garmisch-Partenkirchen ein Fresko „Die Meistersinger“. Ein weiteres Fresko schuf er am Haus an der Eibe 1 in Gera. Ab 1937 studierte Schäfer an der Akademie der Bildenden Künste München. Er weigert sich, dem NS-Studentenbund beizutreten, verließ 1938 München und lebte von Auftragsarbeiten im süddeutschen Raum, ehe er wieder nach Gera ging. Besonders in der Ostthüringer Region erlangte Schäfer als Maler und Grafiker seit den 1930er Jahren große Bekanntheit.
In der Zeit des Nationalsozialismus war Schäfer obligatorisch Mitglied der Reichskammer der bildenden Künste. Es ist jedoch lediglich 1935 seine Teilnahme an der Herbstausstellung der Preußischen Akademie der Künste belegt. 
1940 wurde Schäfer zum Kriegsdienst eingezogen, wo er u. a. als Dolmetscher eingesetzt war. Die freie Zeit nutzte er zum Malen von Porträts und Landschaftsstudien. Nach der Rückkehr aus der Gefangenschaft arbeitete Schäfer in einem eigenen Atelier in Gera als freischaffender Künstler. 1948 war er auf der Ausstellung Geraer Künstler „Die Ernte“ in Gera mit vier Arbeiten vertreten. Neben freien Arbeiten entstanden vor allem in den 1950er und 1960er Jahren eine Anzahl von Auftragswerken der Malerei und baugebundene Werke, wobei er sich dauerhaft am Gegenständlich-Figurativen orientierte. Er fertigt auch Pressezeichnungen und Illustrationen und war Zirkelleiter im Geraer Traditionsbetrieb „Modedruck“, Lehrer am Gymnasium und Restaurator für die Geraer Museen. Neben einer Anzahl von Ausstellungen vor allem im Thüringer Raum war Schäfer 1953 auf der Dritten Deutschen Kunstausstellung in Dresden vertreten. Im Bestand des Otto-Dix-Hauses Gera befinden sich über 300 seiner Gemälde und Grafiken.
Schäfer war mit Liselotte, geb. Schäfer (1914–2007) verheiratet.

## Werke (Auswahl)
- Bildhauerwerkstatt (1948, Öl; auf der Ausstellung „Die Ernte“)[3]

## Postume Einzelausstellung
- 2013: Gera, Orangerie